# Grote Reber

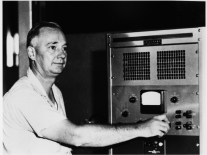
Grote Reber

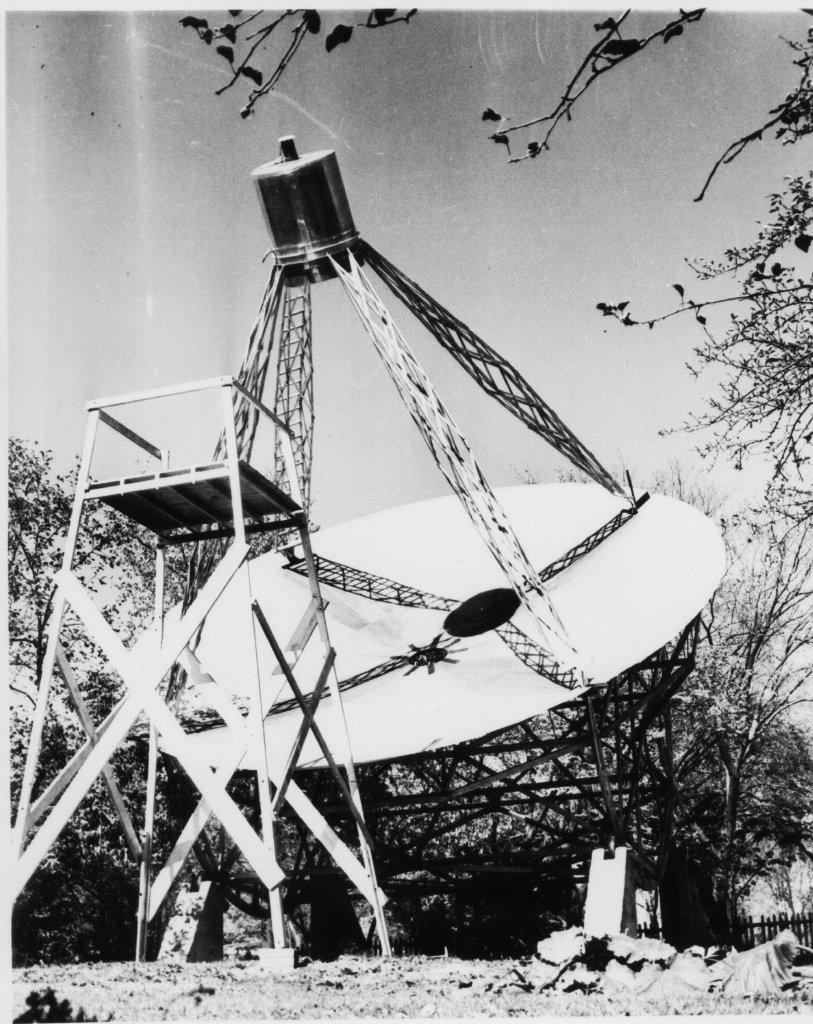
Radioteleskop skonstruowany przez Rebera (Wheaton, 1937)

Grote Reber (ur. 22 grudnia 1911 w Wheaton, zm. 20 grudnia 2002 na Tasmanii) – amerykański astronom amator, jeden z pionierów radioastronomii.

## Życiorys
W 1933 ukończył studia inżynieryjne na Armour Institute of Technology. W tym samym roku zetknął się z publikacją Karla Jansky’ego, który zaobserwował szumy zakłócające łączność radiową i stwierdził, że pochodzą one z obszaru Galaktyki. W 1937 roku Reber poświęcił swoje półroczne dochody i skonstruował antenę o średnicy 9,4 m (która aż do końca II wojny światowej była używana jako jedyny na świecie radioteleskop) oraz detektor wykrywający sygnały o częstotliwości 160 megaherców. Systematyczne pomiary rozpoczął w 1939 roku. Jego artykuły, które opublikował w czasopiśmie „Astrophysical Journal” w 1940 i 1944, uważa się za początek radioastronomii.
W 1944 roku sporządził pierwsze radiowe mapy nieba na częstotliwościach 160 oraz 64 MHz, na których jasne obszary odpowiadały intensywnemu promieniowaniu. Najjaśniejsze było centrum Drogi Mlecznej. W tym samym czasie opublikował także wyniki udanych pomiarów natężenia promieniowania radiowego Słońca.
Był pierwszym badaczem, który udowodnił, że promieniowanie galaktyczne nie ma charakteru cieplnego.
W latach 40. pracował w National Bureau of Standards (obecnie National Institute of Standards and Technology). Potem wyjechał na Hawaje oraz na Tasmanię, gdzie wykonywał obserwacje promieniowania radiowego jonosfery.

## Wyróżnienia i nagrody
- Bruce Medal (1962)
- Henry Norris Russell Lectureship (1962)
- Elliott Cresson Medal (1963)
- Medal Jackson-Gwilt (1983)

Jego imieniem została nazwana planetoida (6886) Grote.